# Egon Erwin Kisch
Egon Erwin Kisch (Praga, 29 d'abril de 1885 - Ibíd., 31 de març de 1948) va ser un periodista i reporter txec, que escrivia en alemany. Va participar en la Guerra Civil Espanyola, dirigint durant algun temps un batalló de les Brigades Internacionals.

## Biografia
Kisch era fill d'un venedor de teles jueu i va passar la seva infància i anys escolars a Praga. Va estudiar en la Universitat Alemanya Karl de Praga (Deutsche Karls Universität Prag) i es va fer membre de la Studentenverbindung Saxònia de Praga, una confraternitat estudiantil d'esgrima que acceptava jueus. El 1905 estudia a l'Escola de Periodistes (Journalisten Schule) a Berlín. El 1906 va treballar per primera vegada com a reporter local del diari liberal alemany Bohemia de Praga. El 1914 va participar en la Primera Guerra Mundial en les tropes a Sèrbia. El 1917 com reporter de guerra a Viena. Membre co-fundador de la Federació Revolucionària Socialista Internacional ("Föderation Revolutionärer Sozialisten Internationale") de caràcter esquerrana liberal. Dirigeix el suplement "Die Rote Garde" ("la guàrdia roja") i el setmanari Der freie Arbeiter ("el treballador lliure"). El 1919 ingressa en el Partit Comunista d'Àustria (Komunistische Partei Österreichs, KPÖ). Realitza reportatges de viatges per la Unió Soviètica, els Estats Units i la Xina.
En els anys de la dècada de 1920 va viure a Berlín-Schöneberg. Al carrer Hohenstaufenstraße 36, una placa commemorativa recorda al "reporter vertiginós" ("rasender Reporter"), com se'l coneixia també en Alemanya. El 30 de gener de 1933 va passar a viure al carrer Güntzelstraße 3 a Berlín-Wilmersdorf/Schöneberg, on existeix una altra placa commemorativa. En la nit del incendi del Reichstag (la nit del 27 al 28 de febrer de 1933) en Berlín va ser aprehès i portat a la presó de Spandau i posteriorment deportat com a ciutadà txecoslovac. El 1937 i 1938 va participar en la Guerra Civil Espanyola integrat en les Brigades Internacionals, manant per un temps el Batalló Masaryk de la 129a Brigada Internacional. El 1939 va fugir als Estats Units, passant a la fi de 1940 per a residir exiliat a Mèxic. El 1946 després d'acabada la Segona Guerra Mundial, torna a Praga.

## Kisch - el ciutadà del món
En el cas d'Egon Erwin Kisch és clar que classificar en categories és difícil i a vegades absurd. Kisch va néixer an l'antiga monarquia de l'Imperi Austrohongarès, un ciutadà de Praga que escrivia i parlava alemany i que dominava el txec també. Membre de la Associació Estudiantil d'Esgrima. "Bohemia" era un periòdic alemany a Praga. A Txecoslovàquia vivia una important minoria alemanya i Praga es vanava de parlar l'"alemany més bell", ja que "els praguesos només maleeixen en txec". Kisch va viure a Àustria, Txecoslovàquia, Alemanya, França, Espanya, Estats Units i Mèxic, i a tot arreu es va sentir a casa, encara que no ocultava la seva nostàlgia per Praga.
Kisch és honrat a Alemanya, Àustria i la República Txeca, així com és festejat i reconegut mundialment per la comunitat jueva. En temps de la postguerra de la Segona Guerra Mundial va tenir problemes a Praga amb la comunitat comunista cosmopolita i amb la comunitat jueva. A la seva ciutat natal es remarcava que Kisch era un praguès alemany, a més d'un jueu alemany, però el mateix es nomenava "ciutadà del món". El 1938 juntament amb Friedrich Torberg va resumir les contradiccions del exili: "saps, a mi no em pot succeir realment res. Sóc alemany. Sóc txec. Sóc un jueu. Provinc de bona família. Sóc comunista. Sóc membre d'una associació estudiantil. De tot això, alguna cosa sempre m'ajuda." ("Weißt Du, mir kann eigentlich nichts passieren. Ich bin ein Deutscher. Ich bin ein Tscheche. Ich bin ein Jud. Ich bin aus gutem Hause. Ich bin Kommunist. Ich bin Corpsbursch. Etwas davon hilft mir immer.").
Anualment la República Federal d'Alemanya, en l'aniversari del seu naixement, atorga el Premi Egon Erwin Kisch al millor treball periodístic, així com per una literatura compromesa.

## Obres
El compendi de les seves obres en edicions individuals van ser publicades el 1993 per l'editorial Aufbau-Verlag,
ISBN 3-351-01986-6.
- Zyankali gegen den Generalstab
- Prager Kinder. Haase: Prag, Wien, Leipzig 1913
- Der Mädchenhirt. Erich Reiss Verlag: Berlin 1914
- Die Abenteuer in Prag. Verlag Ed. Strache: Wien, Prag, Leipzig 1920
- Die gestohlene Stadt. Erich Reiss Verlag: Berlin 1922 Lustspiel
- Klassischer Journalismus. Rudolf Kaemerer Verlag: Berlin 1923

### Reportatges
- Aus Prager Gassen und Nächten. 1912; Aufbau-Verlag 1994, ISBN 3-7466-5056-9
- Der rasende Reporter. Berlin 1924; Aufbau-Verlag 2001, ISBN 3-7466-5051-8
- Der Fall des Generalstabschefs Redl. Berlin 1924
- Hetzjagd durch die Zeit. Berlin 1926; Aufbau-Verlag 1994, ISBN 3-7466-5055-0
- Zaren, Popen, Bolschewiken. Berlin 1927; Aufbau-Verlag 1992, ISBN 3-7466-0148-7
- Marktplatz der Sensationen. Mexiko-City 1942; Aufbau-Verlag 2002, ISBN 3-7466-5058-5
- Wilde Musikantenbörse 1925

### Reportatges de viatge
- Kriminalistisches Reisebuch. Berlin 1927
- Wagnisse in aller Welt. Berlin 1927
- Paradies Amerika. Berlin 1930, Aufbau-Verlag 1951
- Käsebier und Fridericus Rex, Aus dem Prager Pitaval. 1931
- Asien gründlich verändert. Berlin 1933
- Eintritt verboten. Paris 1934
- Geschichten aus sieben Ghettos. Amsterdam 1934
- Abenteuer in fünf Kontinenten. Paris 1936
- Landung in Australien. Amsterdam 1937
- Soldaten am Meeresstrand. Barcelona/Madrid 1938
- Die drei Kühe. Madrid 1938
- Entdeckungen in Mexiko. Mexiko 1945

### Texts autobiogràfics, diari
- Soldat im Prager Korps. Prag 1922

### Texts polítics
- Sieben Jahre Justizskandal Max Hoelz. Mopr Verlag Berlin 1928
- Über die Hintergründe des Reichstagsbrandes. 1934
- Unkastrierte Untermenschen. Die neue Weldbühne 48 1936
- Karl Marx in Karlsbad. Berlin 1949 letzte Arbeit kurz vor seinem Tod 1948 entstanden